# Канін (півострів)
67° пн. ш. 45° сх. д. / 67° пн. ш. 45° сх. д.
Канін — півострів у Ненецькому автономному окрузі Росії, розташований між Чоською губою Баренцова моря і Білим морем.
Площа півострова близько 10,5 тис. км², довжина з півночі на південь — понад 300 км. Північний край півострова — мис Канін Ніс. Найвища точка — кряж Канін Камінь (висота до 242 м).
Населені пункти: Несь, Чижа, Конушин Ніс, Кія, Шойна, Канін Ніс, Яжма, Східна Камбальниця, Мікулкин Ніс. Заселений переважно ненцями, серед яких поширена канінська мова (або діалект).